# Mayridia viridiscutellum
Mayridia viridiscutellum är en stekelart som först beskrevs av Hoffer 1970.  Mayridia viridiscutellum ingår i släktet Mayridia och familjen sköldlussteklar. Inga underarter finns listade i Catalogue of Life.